# Pogromer under digerdöden

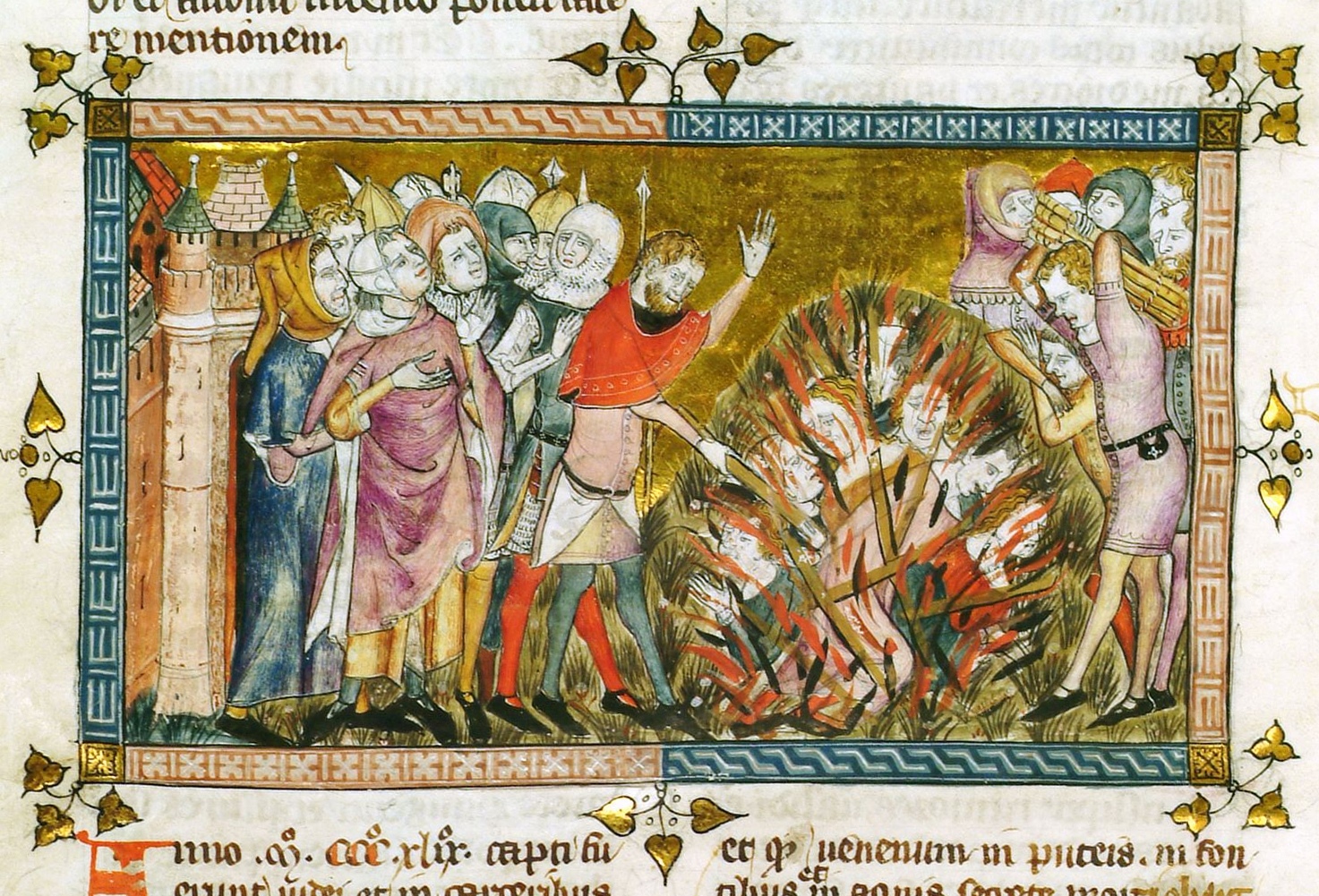
Samtida bild av en pogrom under digerdöden Antiquitates Flandriae

Under digerdöden ägde en omfattande förföljelse mot judar rum i Europa. Det resulterade i en rad pogromer eller massakrer i främst det Tysk-romerska riket och Spanien mellan 1348 och 1351.
Förföljelserna utlöstes av den allmänna paniken under digerdödens framfart, då människor sökte orsaker till katastrofen. Den vanliga utlösande orsaken till massakrerna var rykten om att judarna hade spridit pesten genom att förgifta brunnarna i en konspiration för att utrota kristenheten.

## Historik

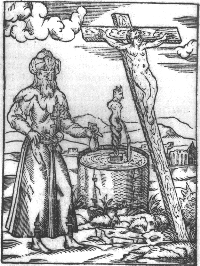
Illustration av myten om brunnsförgiftning

Digerdödens snabba spridning och dess stora smittsamhet och dödlighet väckte panik där den drog fram. Dåtida elit ansåg att pesten hade orsakats av himmelska astronomiska sammandragningar och giftiga utdunstningar på grund av Guds missnöje med mänsklighetens synder. Bland allmänheten utbröt tidigt ett sökande efter konkreta orsaker till varför Gud var missnöjd, och en jakt på syndabockar. Bland den dåtida eliten förekom en rädsla för åt vilket håll den allmänna vreden skulle rikta sig, och de föredrog förföljelser av minoriteter framför att majoritetens vrede skulle rikta sig mot dem och resultera i uppror.
Tidigt under pesten började rykten cirkulera i Frankrike om att farsoten hade orsakats av gift som spridits i brunnarna för att förinta kristenheten. Dessa rykten omnämns av Jacme d'Agramont i Regiment de preservacio de pestilencia (24 april 1348) och Alfonos de Cordobas Epistola de regimen de pestilencia, som själva satte tilltro till dem.  Initialt var det inte främst judar som utsattes för dessa misstankar. Frankrike hade en mycket liten judisk befolkning vid denna tid, eftersom de hade förvisats även därifrån av Ludvig den helige, och bara en väldigt liten del hade återvänt sedan dess. Istället nämns attacker i Frankrike (och i mindre grad även andra länder) mot resenärer och avvikande människor i allmänhet, som pilgrimer, tiggare, handikappade och människor som påfanns med olika former av pulver.
Förföljelserna mot giftspridare under digerdöden började rikta in sig mot specifikt judar, när de nådde områden där det fanns en större judisk befolkning, som det Tysk-romerska riket, Savojen och Spanien.

### Frankrike
Se även digerdöden i Frankrike 
I Frankrike hade judarna utvisats av Ludvig den helige, men en viss minoritet tycks ändå ha funnits i landet. Förföljelser mot dem nämns dock bara flyktigt. I april 1348 nämner Louis Heyligen att människor dagligen bränns på bål i Avignon anklagade för att ha förgiftat brunnarna och därigenom orsakat pesten, men han nämner inte om dessa var judar, och de kan lika gärna ha varit pilgrimer, främmande resenärer, homosexuella eller andra syndabockar.
Andre Benezeit, sekreterare för borgmästare Aymar i Narbonne, sände 17 april 1348 ett svarsbrev till borgmästaren i Gerona i Katalonien, där han svarade att det var sant att pesten hade spridits genom en förgiftning av brunnarna, och att kringströvande tiggare, "Frankrikes fiender", hade avrättats i Narbonne, Carcassonne och Grasse, sedan de under tortyr erkänt sig skyldiga att ha förgiftat brunnarna.
I april utbröt antisemitiska utbrott i Provence och i maj i Dauphine. 5 juli 1348 förklarade påve Clemens VI att judarna stod under hans beskydd och förbjöd attacker på dem. När ytterliga attacker uppenbarligen hade ägt rum mot judar i Paris och Reims 26 september, gav påven order till alla präster att predika mot judeförföljelser.   Han förklarade att han var medveten om att judarna anklagades för att ha orsakat digerdöden genom att förgifta brunnarna och att många hade dödats för det, men att denna misstanke var syndig därför att digerdöden snarare var ett Guds straff för människornas synder, inte orsakat av människor; att misstanken inte stämde med det faktum att farsoten även drabbade judar och länder där det inte fanns judar; och att den som agerade på dessa misstankar riskerade bannlysning.   Den 1 oktober förklarade han att misstankarna mot judarna kom sig av girighet och vilja att bestjäla dem.
Abboten Gilles le Muisis i Tournai i norra Frankrike nämner att judar överallt arresterades och anklagades för att ha orsakat pesten. Han nämner en konspirationsteori som gick ut på, att judarna ska ha förvarnats om digerdöden genom sina astrologer och att denna skulle innebära en religions undergång, och därefter använt gift för att se till att det var den kristna religionen och inte den judiska som skulle bli den religion som gick under.

### Savojen
Förföljelserna mot judarna i Savojen, som utgjorde delar av nuvarande Frankrike och Schweiz, finns beskriven i en brevväxling mellan Strasbourgs myndigheter och myndigheterna i olika städer i Savojen från 1348. Strasbourgs myndigheter hade utsatts för ett tryck att undersöka om de rykten som cirkulerade om att pesten hade orsakats av judar som förgiftat brunnarna stämde, och de hade därför sänt ut förfrågningar om saken till myndigheterna i andra städer. Det svar de fick från Savojen beskriver pogromerna där.
15 november 1348 fick Strasbourgs borgmästare Konrad von Winterthur ett svar från Rodolphe d'Oron och Michel de Vevey på staden Lausannes vägnar, som hävdade att ryktena var sanna.   De hade själva arresterade en judisk man vid namn Bona Deis, som efter tortyr hade erkänt sig skyldig till en sådan anklagelse, och att många fler judar och även några kristna giftmördare hade bränts på bål och pålspetsats för samma brott.   De förmedlade kontakt med slottsfogden i Chillon i Savojen, som redogjorde för en stor undersökning som hade ägt rum från september till oktober 1348. Slottsfogden i Chillon uppgav att han hade arresterat en judisk läkare vid namn Balavigny för att ha förgiftat brunnen i Chambery med pest. Under tortyr ska denna ha erkänt att han gjort detta på order av rabbi Jakob av Toledo, och att judiska rabbiner gett samma order till andra judar hela vägen från städerna i Savojen till Venedig, Syditalien, Sydfrankrike och Bryssel, och att det därmed förekom en judisk konspiration.   Många andra judar hade sedan arresterats och under tortyr bekänt sig skyldiga, och på order av greven i Savojen hade alla judar i Villeneuve bränts på bål, och även deras kristna beskyddare avrättats.    Denna rapport till Strasbourg är en av de mest berömda beskrivningarna av förföljelserna av judar under digerdöden.

### Spanien
Se även digerdöden i Spanien 
I Spanien förekom tidigt vitt spridda rykten om giftspridare. Dessa riktade sig inte enbart mot judar. Ett brev finns bevarat från katolska portugisiska pilgrimer, som i juli 1348 ber kungen av Aragonien om ett skyddsbrev, eftersom de kände till att det ofta förekom att pilgrimer attackerades av lokalbefolkningen anklagade för att sprida gift.   I oktober 1348 gav kungen av Aragonien order om skyddsåtgärder för att förhindra en befarad attack på morerna i Huesca.
Spanien, och specifikt Aragonien (eftersom digerdöden i de övriga delarna av Spanien är dåligt dokumenterad), var dock också föremål för pogromer mot judarna under digerdöden. I maj utbröt förföljelser mot judarna i Katalonien. Pogromer ska ha ägt rum i både Barcelona, Valencia och andra städer i Aragonien.
Kungen förklarade att judarna hade hans beskydd. Efter pogromerna beordrade han undersökningar. När dessa sköttes dåligt av lokala myndigheter framtvingade han personligen en arrestering av de skyldiga för pogromen i Barcelona i februari 1349; det finns dock inga bevarade uppgifter om hur rättssaken slutade.

### Tyskland och Schweiz
Se även digerdöden i Tysk-romerska riket 
Judepogromerna i Tysk-romerska riket har skildrats av flera samtida krönikörer, bland dem Michael de Leone från Würzburg, Caspar Camentz, Herman Gigas och Heinrich Taube. Den krönikör som skrivit mest utförligt om ämnet var Heinrich von Diessenhoven från Konstanz. Masspsykosen kring föreställningen om en judisk konspiration att förinta kristenheten tycks ha kommit från fransktalande Savojen, då myndigheterna i Strasbourg genom bred till myndigheterna i Savojen underrättades om förföljelserna av judarna där.   Krönikören Herman Gigas från Franken skrev hur en masshysteri utbröt i Tyskland kring föreställningen om att pesten kom från gift i brunnarna, och att alla tyskar från bönder till adelsmän täckte över brunnarna och använde flodvatten och regnvatten istället för brunnsvatten, och alla började vända sig mot judarna.

#### Pogromerna
Enligt Heinrich von Diessenhoven dödades alla judar i det Tysk-romerska riket från Köln till Österrike mellan november 1348 och september 1349. I de flesta fall är uppgifterna knapphändiga, och det sägs endast att stadens judar brändes, ofta sedan några av dem arresterats och torterats tills de erkände sig skyldiga till att ha förgiftat brunnarna. Datum för när pogromerna ägde rum i de olika städerna finns däremot noterade. Den första pogromen i en tyskspråkig stad ska ha ägt rum i Solothurn i november 1348, där ett antal judar arresterades och torterades tills de erkände sig skyldiga till att ha förgiftat brunnarna med pest. Den 17 januari 1349 ägde pogromen rum i Basel, i Messkirch och Waldkirch 21 januari, i Thüringen i februari, i Überlingen 11 februari, i Strasbourg 14 februari, i Mengen 16 februari, Schaffhausen och Zürich 21 februari, i Sankt Gallen 23 februari, i Konstanz 3 mars, i Baden 18 mars, i Radolfzell 30 maj, i Mainz och Köln 23 augusti, i 18 september.    Därefter fortsatte massakrerna till Zofingen, Stuttgart och Augsburg. Den 6 december 1349 inträffade massakern i Lindau, därefter i Reutlingen 8 december; Haigerloch 13 december; Horw 20 december och Esslingen 27 december.   Pogromerna fortsatte in på nästa år, 1350 och fram till 1351, då de ska ha ägt rum i Dortmund, Minden, Görlitz, Lüneburg, Münster, Osnabrück, Rostock och Stralsund.   Massakrerna hade därmed ägt rum i nästan hela Tyskland. Undantaget var sydvästra Tyskland, där myndigheterna av allt att döma lyckades förhindra massakrer; även i Prag och Wien förhindrade kejsaren respektive hertigen pogromer.
I vissa fall nämns detaljer från enskilda massakrer. Den som är kanske mest omskriven är Valentindagsmassakern  i Strasbourg. I pogromen i Horw beskrivs hur judarna placerades i en grop där de sedan brändes, ett motiv som förekommer i samtida avbildningar av pogromerna.  I pogromen i Esslingen ska vissa judar ha bränts inne i hus, och andra i synagogan. Från denna massaker beskrivs detaljerat hur vissa judar försökte kravla sig ut ur bålen, men då fick sina skallar krossade av åskådarna.   I Basel ska de judiska småbarnen ha skonats och konverterats till kristendomen och döpts. I Konstanz samlades alla judar i två hus den 4 januari, där de hölls fängslade fram till solnedgången den 3 mars, då 330 av dem fördes till ett nyuppfört hus utanför staden, där de sedan brändes; övriga dödades i september.   Krönikören Ägidius Tschudis uppger att pogromen i Zürich ägde rum sedan man hade hittat liket av en styckad skomakarpojke, som judarna sedan anklagades för att ha ritualmördat.   I Frankfurt hävdar krönikören Caspar Camentz att pogromen initierades av flagellanterna, som vid sin ankomst till staden i ett religiöst uppdrivet tillstånd provocerades av de förmögna judarna och började attackera dem med religiösa slagord, trots att stadens egna innevånare initialt var emot det. Huruvida detta stämmer är obekräftat: det finns inga andra påtagliga exempel på att en pogrom inletts av flagellanterna.
Under pogromen i Mainz beskriver Heinrich Taube hur stadens judar försökte försvara sig själva och hur ett inbördeskrig utbröt i staden, under vilket 300 judar lyckades döda 200 av sina angripare, innan de insåg att de i längden inte kunna vinna mot övermakten och därför valde att begå självmord genom att tända eld på sig själva. I Speyer påstods stadens judar ha begått självmord genom att bränna sig själva inne för att inte utsättas för tvångsdop, varefter stadsborna placerade deras lik i vinfat och vräkte dem i Rhen.

#### Myndigheterna
Attityden till förföljelserna bland den styrande eliten växlade, men enligt Heinrich von Diessenhoven försökte de oftast ge judarna skydd, även om skyddet ofta inte visade sig räcka. I många fall ledde myndigheternas evakuering av judar enbart till att förföljelserna bröt ut i den nya ort de fördes till.
Hertig Albrekt av Österrike förklarade offentligt att judarna i Pfirt, Kyburg och Elsass stod under hans beskydd, och många judar från Wintherturn, Diessenhoven och andra städer sökte sin tillflykt i Kyburgs slott under hans beskydd. Allmänheten i Kyburg krävde dock sommaren 1349 att Albrekt skulle avrätta dem, och när de förklarade att de skulle göra det mot hans vilja om inte han gjorde det först, gav han order om deras avrättning.   Kejsaren förklarade också att judarna stod under hans beskydd. En mängd judar tog sin tillflykt till det kejserliga slottet i Ravensberg, men 2 januari 1349 attackerades slottet av en lynchmobb som övermannade slottsvakterna och brände judarna.
När massakrerna började bryta ut i Thüringen försökte myndigheterna i Erfurt erbjuda judarna beskydd, men de ska ha begått självmord då de insåg att de inte kunde skyddas mot övermakten.  Greve Ruprecht I av Pfalz och greve Engelhard von Hirshhorn ordnade skyddade asyler för judarna i Heidelberg och Sinshelm, men endast åt de som kunde betala för det.
De dödas egendom överfördes i slutändan ofta till städernas myndigheter eller den lokala adelsmannen.

#### Följder
De samtida krönikörerna hävdar ofta att varenda judisk person dödades i deras stad eller område, ibland med undantag av några döpta kvinnor och barn. Krönikören Caspar Cramentz hävdar till exempel att alla judar oavsett kön, klass eller ålder dödades och inga återstod. I verkligheten torde detta inte vara fallet. De gånger myndigheterna misslyckades med att skydda judar nämns, men inte de gånger de lyckades, och det är troligt att många med framgång evakuerades - eller på eget initiativ gömde sig - i orter längre bort, i gårdar eller byar på landet eller på slott under en furstes eller adelsmans beskydd. i Freiburg nämns också uttryckligen att stadens tolv rikaste judar skonades av ekonomiska skäl.    Att många överlevde blir också uppenbart av den stora utvandring av judar från Tyskland till Polen under denna tid.
Pogromerna i det Tysk-romerska riket bidrog till en stor immigration av judar till Polen, där kung Kasimir III tillät dem att stanna, vilket gjorde att Polen fick en stor judisk minoritet fram till andra världskriget.

### Övriga länder
Förföljelserna mot judarna av den här typen förekom inte i England, eftersom det inte fanns någon judisk befolkning där under denna tid: de hade utvisats i slutet av 1200-talet.
I Nederländerna nämns hur hertig Reginald III av Gelderland år 1350 tog ett antal judar under sitt beskydd, i vilken Hanna van Recklinghausen möjligen befann sig, och det är möjligt att det skedde på grund av en befarad pogrom, även om närmare uppgifter är kända.
Gilles le Muisis i Tournai påstod att judarna hade massakrerats inte enbart i det Tysk-romerska riket, utan även i Italien så långt söder som i Bari. Men medan massakrerna i Tysk-romerska riket kan bekräftas, så finns det ingenting som tyder på att några sådana inträffade i Italien under digerdöden, och heller ingenting som tyder på att de ska ha ägt rum.
Det allmänna ryktet om att digerdöden orsakades av människor som förgiftade brunnarna tycks ha nått även till Sverige, som inte hade någon judisk befolkning vid denna tid. Det nämns att nio män hade avrättats på Visby för att ha förgiftat brunnarna, och Tidericus tillhör ett svenskt fall bland dem som föll offer för hysterin.